# St. Wolfgang (Eilsbrunn)

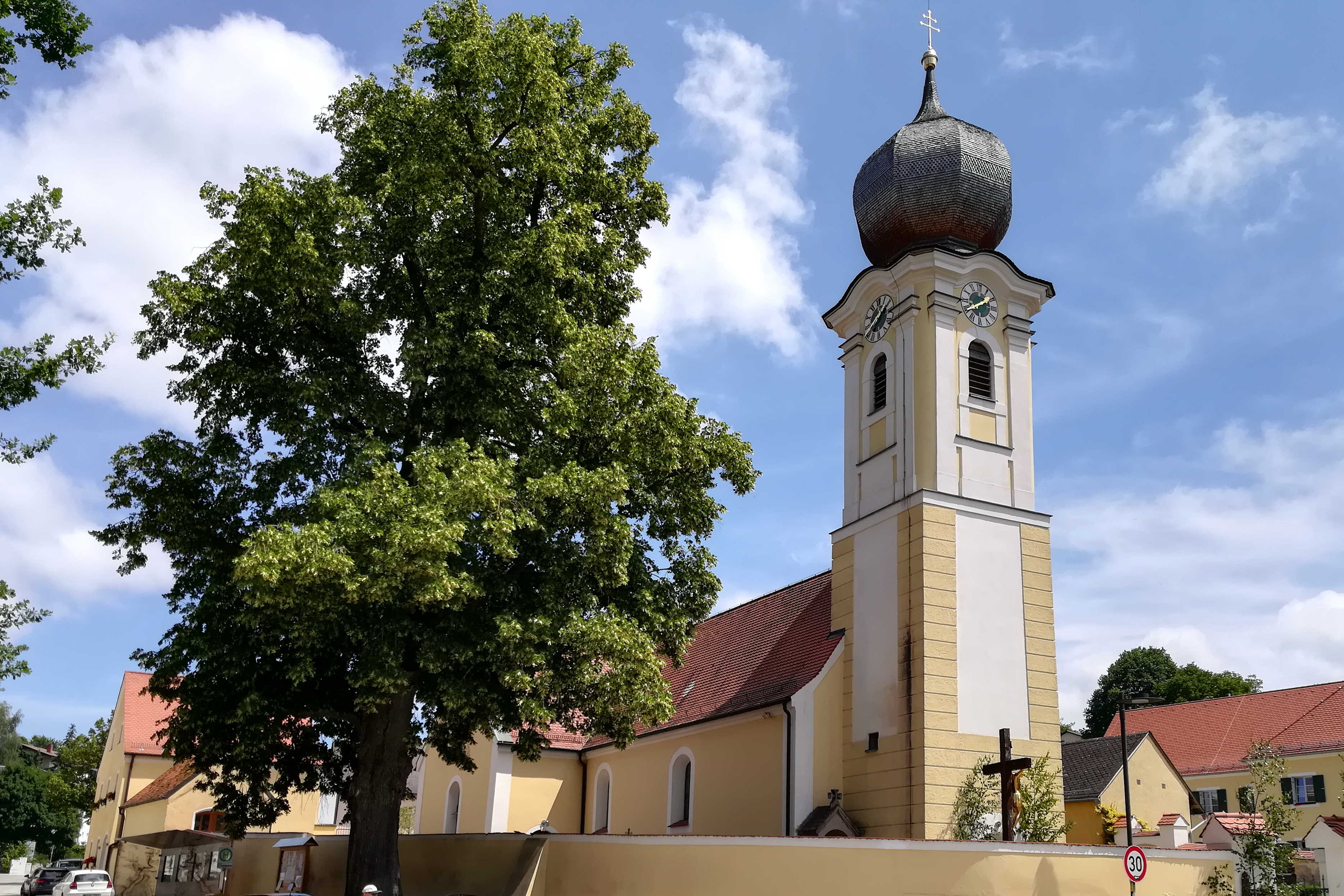
St. Wolfgang (Eilsbrunn)

Die römisch-katholische, denkmalgeschützte Pfarrkirche  St. Wolfgang steht in Eilsbrunn, einem Gemeindeteil der Gemeinde Sinzing im Landkreis Regensburg der Oberpfalz. Sie gehört zum Bistum Regensburg. Das Bauwerk ist unter der Denkmalnummer D-3-75-199-24 als Baudenkmal in die Bayerische Denkmalliste eingetragen.

## Beschreibung
An das romanische Langhaus wurde 1749 im Westen ein Kirchturm auf mittelalterlichen Grundmauern angebaut. Sein oberstes Geschoss, das mit Pilastern gegliedert ist, beherbergt die Turmuhr und den Glockenstuhl, in dem vier Kirchenglocken hängen, die von der Glockengießerei Hamm-Hofweber gegossen wurden. Über dem Kranzgesims des Kirchturms sitzt eine Zwiebelhaube. Im 19. Jahrhundert wurden ein Querschiff und eine Apsis im Osten errichtet. Die Saalkirche wurde dadurch zur Kreuzkirche erweitert.
Um 1838/40 wurden für die Kirchenausstattung Teile der abgebrochenen Klosterkirche des Augustinerklosters Regensburg übernommen. Der barocke Hochaltar wurde aus dem Kloster Speinshart erworben. In ihn wurde eine Statue des heiligen Wolfgang eingefügt. Im nördlichen Querhausarm steht ein mittelalterliches Taufbecken sowie ein um 1500 entstandenes Marienbildnis als Statue (letztere befand sich zwischenzeitlich im südlichen Querhausarm).